# 外海棒菌属
外海棒菌属（学名：Pelagivirga）是红杆菌科下的一个属。本属中的舌齿鲈外海棒菌 采集自渤海。

## 下属物种
本属包括以下物种：
- 舌齿鲈外海棒菌 Pelagivirga dicentrarchi[1]
- 沉积物外海棒菌 Pelagivirga sediminicola[2]